# 長谷川町子物語〜サザエさんが生まれた日〜
『長谷川町子物語〜サザエさんが生まれた日〜』（はせがわまちこものがたり サザエさんがうまれたひ）は、2013年11月29日にフジテレビ系で放送された日本のテレビドラマ。主演は尾野真千子。

## 概要
フジテレビ開局55周年特別番組で、『サザエさん』放送45周年を記念した「サザエさんウィーク」の一環である。
原作は長谷川町子の自伝『サザエさんうちあけ話』で、同原作のテレビ化は1979年4月から9月放送の『連続テレビ小説 マー姉ちゃん』（NHK総合）、2010年12月26日放送のアニメ『サザエさん』内の1ストーリーに次ぐ。

## 放送時間
- 金曜21:00 - 23:22（JST。『金曜プレステージ』で放送）
  - 23:00の『クイズ ソモサン・セッパ!』は休止、22:52のローカルミニ番組枠[2]は23:22へ繰り下げ。

## あらすじ
「サザエさん」の原作者であり、女性漫画家のパイオニアとして日本人の笑顔を作り出していった長谷川町子。「サザエさん」誕生の瞬間。それは、町子にとって苦難の始まりでもあった。彼女はどのように育ち、どのような人生を送ったのか、その生涯を描く。

## キャスト
長谷川町子
演 - 尾野真千子（幼少期：奥森皐月）
長谷川毬子（町子の姉）
演 - 長谷川京子（幼少期：伊澤心愛知）
長谷川洋子（町子の妹）
演 - 木村文乃（幼少期：實方由茉）
長谷川勇吉（町子の父）
演 - イッセー尾形
アズママナブ（毬子の恋人、夫）
演 - 徳井義実（チュートリアル）
フグ田サザエの声
演 - 加藤みどり（友情出演）
九代目市川海老蔵
演 - 十一代目市川海老蔵
長谷川貞子（町子の母）
演 - 松坂慶子
田河水泡
演 - 三浦友和
その他
演 - 緋田康人、螢雪次朗、田中隆三、矢柴俊博、渡辺航　ほか

## スタッフ
- 監修 - 長谷川町子美術館
- 参考文献 - 「サザエさんうちあけ話」（長谷川町子）、「長谷川町子 思い出記念館」、「サザエさんの東京物語」（長谷川洋子）
- テーマ音楽 - 久石譲
- 脚本 - 大島里美
- 演出・プロデュース - 加藤義人（テレビマンユニオン）
- 漫画指導 - 石坂未来子
- アニメーション制作 - エイケン（松下洋子、田中洋一、長友孝和）
- 音楽プロデューサー - 友野久夫（テレビマンユニオン）
- 文芸 - 江川真規、野坂律子
- CGプロデューサー - 谷内正樹
- CGディレクター - 中静亮
- 資料協力 - 高見澤邦郎、講談社、長野電波技術研究所、松竹大谷図書館
- 撮影協力 - 兵庫県フィルムコミッション、神戸フィルムオフィス、淡路フィルムオフィス、フィルムサポート島田運営委員会、栃木県フィルムコミッション、つちうらフィルムコミッション、いばらきフィルムオフィス、高萩市フィルムコミッション、日本橋フィルムコミッション、加古川観光商工課、加古川図書館、日本毛織、南あわじ市、洲本市、淡路市、御影公会堂、大井川鐵道、茨城県立土浦第一高等学校、AP&PP高萩事業所　ほか
- ウィッグ制作 - スタジオAD
- スタジオ - 日活撮影所
- 企画 - 情野誠人（フジテレビ）
- 制作プロダクション - テレビマンユニオン
- 制作著作 - フジテレビ